# Vir orientalis
Vir orientalis is een garnalensoort uit de familie van de Palaemonidae. De wetenschappelijke naam van de soort is voor het eerst geldig gepubliceerd in 1852 door James Dwight Dana.